# Olive Loughnane
Olive Loughnane (née le 14 janvier 1976 dans le comté de Cork) est une athlète irlandaise, spécialiste de la marche athlétique.
Après un meilleur temps obtenu à Pékin en 1 h 27 min 45 s, elle remporte initialement la médaille d'argent des Championnats du monde d'athlétisme 2009 de Berlin en établissant en 1 h 28 min 58 s sa meilleure performance de la saison. C'est la première Irlandaise à obtenir une médaille dans cette spécialité : elle est ensuite sacrée championne du monde à la suite des révélations de dopage de la Russe arrivée première (en janvier 2015).

## Palmarès
- Championnats du monde d'athlétisme 2009 à Berlin :
  -  Médaille d'or du 20 km marche